# Marvin Ulrich
Marvin Ulrich (* 21. August 1990 in Bad Nauheim) ist ein deutscher Radio-Moderator.

## Leben
Aufgewachsen in Karben, machte er 2010 an der Kurt-Schumacher-Schule sein Abitur. Nach Beginn seines Studiums der Musikwissenschaft an der Justus-Liebig-Universität Gießen fing er 2013 bei Hit Radio FFH am Hörertelefon an. Er war zwischenzeitlich auch in der Comedy-, sowie der Digital-Content-Redaktion tätig und ist schon länger als Reporter im Einsatz. 
Seit 2024 ist er Moderator bei Hit Radio FFH. 
Seit dem 22. August 2024 moderiert er neben Evren Gezer die Nachmittagsshow Echt Evren.
Er ist langjähriger Orchestermusiker und spielt mehrere Instrumente, darunter Schlagzeug und Klavier.
Ulrich lebt in Bad Nauheim.

## Moderation
- seit 2024: Echt Evren bei Hit Radio FFH – zusammen mit Evren Gezer